# Final Lap Twin
Final Lap Twin (ファイナルラップツイン Fainaru Rappu Tsuin?) es un videojuego de carreras RPG producido por Namco, Y fue lanzado para los PC Engine en 7 de julio de 1989 en Japón y en 1990 en América del Norte. Es el juego de Spin-off de la serie de videojuego de carreras Final Lap de Namco.
- Datos: Q5449413